# Augustin Charvát
Augustin Charvát (1. července 1893, Ročov – 20. září 1931, Moravská Třebová) byl československý voják a stíhací pilot sloužící za první světové války ve francouzském letectvu. Během války mu byl uznán 1 jistý a 2 pravděpodobné sestřely nepřátelských letadel.

## Život
V listopadu 1914 se přihlásil do francouzské Cizinecké legie a odjel na frontu jako příslušník roty „Nazdar“. Během rekonvalescence po zranění se roku 1916 přihlásil k letectvu a po absolvování pilotního výcviku byl přidělen k průzkumné letce F 58 jako pilot doprovodné stíhačky Nieuport XI. Po dalším zranění nastoupil v září 1917 ke stíhací letce N 315 (později přeznačené na SPA 315) vybavené nejprve Nieuporty 17, 21, 24, a 27, a později SPADy S.VII a S.XIII. Zde dosáhl jednoho jistého a dvou pravděpodobných sestřelů a 20. října 1917 se podílel na útoku na německou vzducholoď L 50. Dosáhl hodnosti adjudant (přibližně rotmistr) a po skončení války byl v roce 1919 československými ozbrojenými silami přejat v hodnosti poručíka letectva.
Po válce se vrátil do Československa, kde zastával různé funkce v armádním letectvu (byl např. velitelem pilotní pokračovací školy v Chebu). Postupně dosáhl hodnosti plukovníka a postavení velitele leteckého pluku č. 1.
V tomto období také reprezentoval Československo na I. ročníku Mezinárodního leteckého meetingu v Curychu v roce 1922, a během jeho druhého ročníku v roce 1927 působil jako jeden z rozhodčích.
Jeho celoživotní láska k létání se mu stala osudnou 19. září roku 1931, kdy v mlze nad Českomoravskou vrchovinou během přeletu z Olomouce do Hradce Králové ztratil orientaci a při pokusu nouzově přistát u obce Útěchov u Moravské Třebové jím pilotovaný Letov Š-16.27 narazil do příkrého svahu. Následující den zraněním podlehl. Na místě havárie byl postaven pomník.